# Sphaerotheca dobsonii
Sphaerotheca dobsonii är en groddjursart som först beskrevs av George Albert Boulenger 1882.  Sphaerotheca dobsonii ingår i släktet Sphaerotheca och familjen Dicroglossidae. IUCN kategoriserar arten globalt som livskraftig. Inga underarter finns listade i Catalogue of Life.